# Leucophlebia schachti
Leucophlebia schachti là một loài bướm đêm thuộc họ Sphingidae. Nó được tìm thấy ở Nepal.